# ボアーボム
ボアーボム（Babm）は日本の哲学者である岡本普意識（1885年 – 1963年）が創案した国際補助語である。
岡本は1956年頃にボアーボムを考案。1960年9月28日には神田錦町の学士会館において発表会が開催された。同年には民生館から解説書が出版され、1962年には同書の英訳版も著された。また民生館は雑誌『ボアーボムの友』（BABMET）も刊行していた。
この言語は先験語に分類され、音節文字としてラテン文字を用いる。
母音文字よりも多い子音文字が使用されているため、奇妙に圧縮された語で構成されているように感じられる。しかしながら、少しの訓練でボアーボムは簡単に読めるようになると岡本は述べる。

## 文字と発音
ボアーボムではラテン文字とアラビア数字を用いる。
ラテン文字は音節文字として、以下のように発音する。
| a アー | b ボ | c コ | d デ   | e エー |
| f フ   | g ガ | h ハ | i イー | j ジ   |
| k ケ   | l レ | m ム | n ナ   | o オー |
| p ペ   | q ク | r ラ | s セ   | t ト   |
| u ウー | v ビ | w ワ | x キ   | y ユ   |
| z ゾ   |      |      |        |        |

a, e, i, o, u は長く発音するので 長音字 と呼び、他の文字は短く発音するので 短音字 と呼ぶ。
例：Babm ボアーボム
「x」はクサ行ではないので注意。

## 文法

### 名詞

#### 否定
接中辞-u-（第一長音字の前におく）で「不」、接尾辞-cqで「無」、接尾辞-iqで「非」を意味する。
- babm 世界語
  - buabm 不世界語
  - babmcq 無世界語
  - babmiq 非世界語

#### 複数化接尾辞-a
複数化接尾辞-aを付加することで、複数形に出来る。
- bcet 人　bceta 人々

#### 補足語化接尾辞-e
補足語化接尾辞-eを付加することで、名詞、代名詞、動詞を補足語化できる。
- bcet 人　bcete 人の
- v 私　ve 私の
- gof 飛ぶ　gofe 飛ぶ（連体形）

#### 所有格接尾辞-i
所有格接尾辞-iを付加することで、名詞、代名詞を所有の意味の補足語化できる。
- bcet 人　bceti 人の
- v 私　vi 私の

#### 名詞化接尾辞-ll
名詞化接尾辞-llを付加することで、動詞や補足語を名詞化できる。
- gof 飛ぶ　gofll 飛ぶこと
- coj 自由　cojll 自由なこと

### 代名詞

#### 人称代名詞
VとYを単独で用いるときは、大文字を使う。
|        | 中性 | 中性 | 男性 | 男性 | 女性 | 女性 |
| 単数   | 複数 | 単数 | 複数 | 単数 | 複数 |      |
| 一人称 | V    | va   | ov   | ova  | iv   | iva  |
| 二人称 | Y    | ya   | oy   | oya  | iy   | iya  |
| 三人称 | x    | xa   | ox   | oxa  | ix   | ixa  |

#### 非人称代名詞
名詞の前にある場合、補足語の役を果たす。
|        | 単数        | 複数             |
| 近称   | iz このもの | iza これらのもの |
| 遠称   | ez そのもの | eza それらのもの |
| 不定称 | z あるもの  | za あるものら    |

#### 関係代名詞
名詞の前にある場合、補足語の役を果たす。
|        | 単数           | 複数              |
| 近称   | lri このもの   | lria これらのもの |
| 遠称   | lre そのもの   | lrea それらのもの |
| 不定称 | lr あるもの    | lra あらゆるもの  |
| 選択   | lro どちらでも | lroa どれでも     |

#### 疑問代名詞
名詞の前にある場合、補足語の役を果たす。
|        | 単数           | 複数                |
| 近称   | qwi このものか | qwia これらのものか |
| 遠称   | qwe そのものか | qwea それらのものか |
| 不定称 | qw なにか      | qwa なんでもか      |
| 選択   | qwo どちらか   | qwoa どれでもか     |

#### 一般付着辞
非人称代名詞、関係代名詞、疑問代名詞に以下の一般付着辞を付すことで、英語における5W1Hのような様態をあらわすことができる。
付着順序は、[代名詞]-[称]-[一般付着辞]-[複数]の順になる。
- -d- 物　-g- 方法　-h- 時間　-k- 事項
- -m- 理由　-n- 数量　-p- 場所
- -t- 人間（非人称代名詞では使用しない）

### 動詞

#### 否定
原形および原形の連体形で接頭辞u-を用いる。
- gof 飛ぶ　ugof 飛ばない
gofe bpeb 飛ぶ鳥　ugofe bpeb 飛ばない鳥

しかし、その他の多くの形では接尾辞-uを用いる。

#### 時制
現在形は無標。過去は接尾辞-ip、未来は、接尾辞-erで表す。
-のところは不明だが、そのまま補足語化接尾辞-eをつければ良いものと推測される。
|            | 過去 -ip          | 現在/通時   | 未来 -er            |
| 肯定       | lodip 来た        | lod 来る    | loder 来るだろう    |
| 肯定連体形 | -                 | lode 来る   | -                   |
| 否定       | lodipu 来なかった | ulod 来ない | loderu 来ないだろう |
| 否定連体形 | -                 | ulode 来る  | -                   |

#### 相
連体形に関しては、-のところは不明。
|            | 肯定               | 連体形 |
| 準備相 ao  | lodao 来ようとする | loda   |
| 開始相 -ik | lodik 来はじめる   | -      |
| 進行相 -io | lodio 来ている     | lodi   |
| 反復相 -on | lodon 来なおす     | -      |
| 継続相 -om | lodom 来続ける     | -      |
| 完了相 -x  | lodx 来終える      | -      |

#### 受動態と使役態
|            | 肯定           | 否定 -u           |
| 受動態 -ay | fabay 見られる | fabayu 見られない |
| 使役態 -op | fabop 見させる | fabopu 見させない |

#### 自動詞と他動詞
これらの接尾辞は、普段使われることは稀であり、自動詞か他動詞か強調して伝えたいときに用いる。
|            | 肯定         | 否定 -u         |
| 自動詞 -eb | bakeb 流れる | bakebu 流れない |
| 他動詞 -or | bakor 流す   | bakoru 流さぬ   |

#### モダリティ
接尾辞を用いるものと、補足語（副詞）で表すものがある。
また、常用動詞で示すこともある。
|      | 補足語 | 接尾辞 | 常用動詞 |
| 容認 | -      | -oj    | mij      |
| 希望 | -      | -ab    | kog      |
| 義務 | cis    | -      | sig      |
| 必要 | -      | -      | kig      |
| 可能 | -      | -ok    | mok      |
| 依頼 | ck     | -      | lak      |
| 命令 | cr     | -      | -        |
| 好意 | cak    | -      | fok      |
| 丁寧 | cj     | -      | -        |
| 推量 | -      | -ir    | -        |
| 疑問 | cw     | -      | -        |
| 祈願 | cy     | -      | -        |

#### 名詞の動詞化
名詞に動詞化接尾辞-ogをつけることで、動詞化できる。
- mben 謙譲　mbenog 謙譲する

ただし、時制や相など他の動詞用接尾辞が付着している場合は-ogは使わない。
- ragh 配膳　raghip 配膳した

また、病気名に-aqを付すことで、「 - を病む」という意味になる。
- loqb チフス　loqbaq チフスを病む

### 補足語
補足語とは、前置修飾語のことであり、体言に修飾するときは形容詞、そのほかのものに修飾するときは副詞として機能する。副詞として機能させる場合、副詞化接尾辞-wを付加することで、副詞であることを明示することができる。補足語の形状は、第一字がcであり、合計2 - 4文字で構成されている。
- cefd 白い　cefdw 白く
- coip 優秀な　coipw 優秀に

#### 否定
名詞同様、接中辞-u-（第一長音字の前におく）で「不」、接尾辞-cqで「無」、接尾辞-iqで「非」を意味する。
- ckag 活動の
  - cukag 不活動の
  - ckagcq 無活動の
  - ckagiq 非活動の

#### 強調-a
接尾辞-aでその補足語の程度が著しいことを示す。
- coj 自由な　coja 著しく自由な

#### 比較級と最上級
比較級は接尾辞-e、最上級は接尾辞-iで表す。
- coje より自由な　coji もっとも自由な

### 数詞
数詞は、名詞または補足語の役をなす。
アラビア数字、またはラテン文字にダイアクリティカルマークが乗った物であらわす。
0（o オー）、1 （b~ ボー）、2（d~ デー）、3（f~ フー）4（g~ ガー）、5（h~ ハー）、6（j~ ジー）、7（k~ ケー）、8（l~ ルー）、9（m~ ムー）、10（a ア）、100（o オ）、10^3（u ウ）、10^6（n¨ ナー）、10^9（p¨ ペー）
命数システムは、西洋式の三桁ごとに区切る方式か、粒読みを行う。
- 3,219,876　（フーナー・デーオ・ボーアムーウ・ルーオ・ケーア・ジー / フー・デー・ボー・ムー・ルー・ケー・ジー）

序数は接尾辞-rをつけて作成する。
- b~r 第一

### 語順
基本語準は、SVO型である。
そして補足語（形容詞および副詞）などの修飾語は前置され、前置詞を持つという点が漢文の文法に類似している。
- cmo bpeb cgedw gof op djoh.（大 鳥 荒 飛 於 空）大きな鳥が空で荒く飛ぶ。

ゆえに英語では不自然なSOVOやSCVO語順も見られる。
- Pabjt vew laijip pigm.（先生 私に 説明した 理論）先生は私に理論を説明した。
- Ribt cmo dek hojm.（主婦 大 する 服）主婦は服を大きくする。

関係節が前の語に修飾するか、後ろに修飾するかは、状況によって異なっている。
- Y habip op cmo hdat, Ired V widir.（君 住んだ 於 大 家, →其 私 買うだろう）君が住んだ大きな家を私は買うだろう。
- Qwt pegip ce hatj, Ired Y pajipio?（誰 書いた その 本, ←其 君 読んでいた）君が読んでいたその本は誰が書いた？

繋辞文に関しては、「である」を表す接尾辞-oを用いたSC語順と、
繋辞動詞debを用いたSVC語順のものがある。
- Rces cuojio.（奴隷 自不由最是）奴隷はもっとも不自由である。
- cojill deb cdid pjob.（自由最事 是 永遠 理想）最大の自由は永遠の理想である。